# Peta Todd
Peta Todd (Londres, 8 de diciembre de 1986) es una modelo de glamour, reconocida por haber sido chica de la página 3 en The Sun.

## Biografía
Todd apareció por primera vez en la página 3 de The Sun cuando tenía 18 años. Dejó su carrera de modelo en 2006 para tener a su hijo Finnbar, volviendo poco después al modelaje. Desde 2005, Todd ha modelado regularmente para Body in Mind, incluso durante su primer embarazo.
En 2008, Todd recorrió 640 km en cinco días y recaudó más de 3 000 libras esterlinas gracias a los patrocinadores y otras 4 000 subastando su bicicleta y sus pantalones cortos el último día del recorrido, para la organización benéfica Help for Heroes. Es la madrina y patrocinadora oficial de la organización benéfica, y ha completado muchos retos para ellos, como paracaidismo, paseos en ala y bobsleigh, y completó la Maratón de Londres de 2010 en beneficio de la organización.
Todd también ha viajado a Afganistán para levantar la moral de las tropas británicas estacionadas allí.
Todd apareció en el programa de la BBC Newsnight en 2010 para hablar de los méritos de los 40 años de Página 3. Ha participado en debates en la Oxford Union y en otras universidades, como la de Durham.
Todd ha sido una colaboradora habitual en programas de radio, copresentando el programa Absolution con Tim Shaw en Absolute Radio. También ha aparecido en BBC Radio 5 Live para discutir si debería celebrarse el cuadragésimo aniversario de las chicas de la Page 3.
Tiene un hijo Finnbar (nacido en 2006) de una relación anterior. Está casada con el ciclista del Deceuninck-Quick-Step Mark Cavendish, al que conoció en noviembre de 2010. Cavendish y Todd tienen tres hijos juntos: Delilah, Frey y Casper. Todd es seguidora del West Ham United.